# Ocean to Ocean
Ocean to Ocean é o décimo sexto álbum de estúdio da cantora e compositora americana Tori Amos em sua carreira solo.

## Alinhamento de faixas
Todas as letras foram escritas por Amos. A duração das faixas é apresentada conforme a versão digital do álbum, conforme disponível na iTunes Store.
| N.º            | Título                      | Produtor(es)   | Duração |  |
| 1.             | "Addition of Light Divided" |                | 4:05    |  |
| 2.             | "Speaking with Trees"       |                | 3:55    |  |
| 3.             | "Devil's Bane"              |                | 4:32    |  |
| 4.             | "Swim to New York State"    |                | 4:20    |  |
| 5.             | "Spies"                     |                | 5:59    |  |
| 6.             | "Ocean to Ocean"            |                | 3:30    |  |
| 7.             | "Flowers Burn to Gold"      |                | 3:41    |  |
| 8.             | "Metal Water Wood"          |                | 4:00    |  |
| 9.             | "29 Years"                  |                | 4:47    |  |
| 10.            | "How Glass is Made"         |                | 3:56    |  |
| 11.            | "Birthday Baby"             |                | 4:44    |  |
| Duração total: | Duração total:              | Duração total: | 47:00   |  |